# Alfonso Carrillo de Albornoz
Alfonso Carrillo de Albornoz (anche Alonso) (Carrascosa del Campo, 1384 circa – Basilea, 14 marzo 1434) è stato un cardinale spagnolo.

## Biografia
Proveniva da una nobilissima famiglia: era figlio di Gómez Carrillo, governatore del re di Castiglia, e di Urraca de Albornoz; suo zio era il cardinale Gil Álvares de Albornoz e anche suo nipote Alfonso Carrillo de Acuña fu vescovo e pseudo-cardinale.
Fu creato cardinale nel concistoro del 22 settembre 1408 dall'antipapa Benedetto XIII con il titolo di Sant'Eustachio. Il 28 novembre 1408 fu nominato amministratore apostolico della diocesi di Osma, titolo che mantenne fino alla morte.
Non partecipò al concilio di Costanza del 1417 che elesse papa Martino V, anche se dal 4 febbraio 1417, insieme ai cardinali de Urriès y Pérez Salanova e Pedro Fonseca ed altri prelati, insistette ripetutamente, con nutrito scambio di corrispondenza, presso l'antipapa Benedetto XIII, affinché rassegnasse le dimissioni per porre fine allo scisma. La risposta negativa di quest'ultimo fece sì che il 5 gennaio 1418, insieme agli altri due cardinali, egli lasciasse l'obbedienza avignonese per rientrare in quella romana. Papa Martino V lo confermò nel titolo. Nominato legato apostolico a Bologna il 16 agosto 1420, lasciò Firenze il giorno successivo; ritornò a Roma il 23 febbraio 1424.

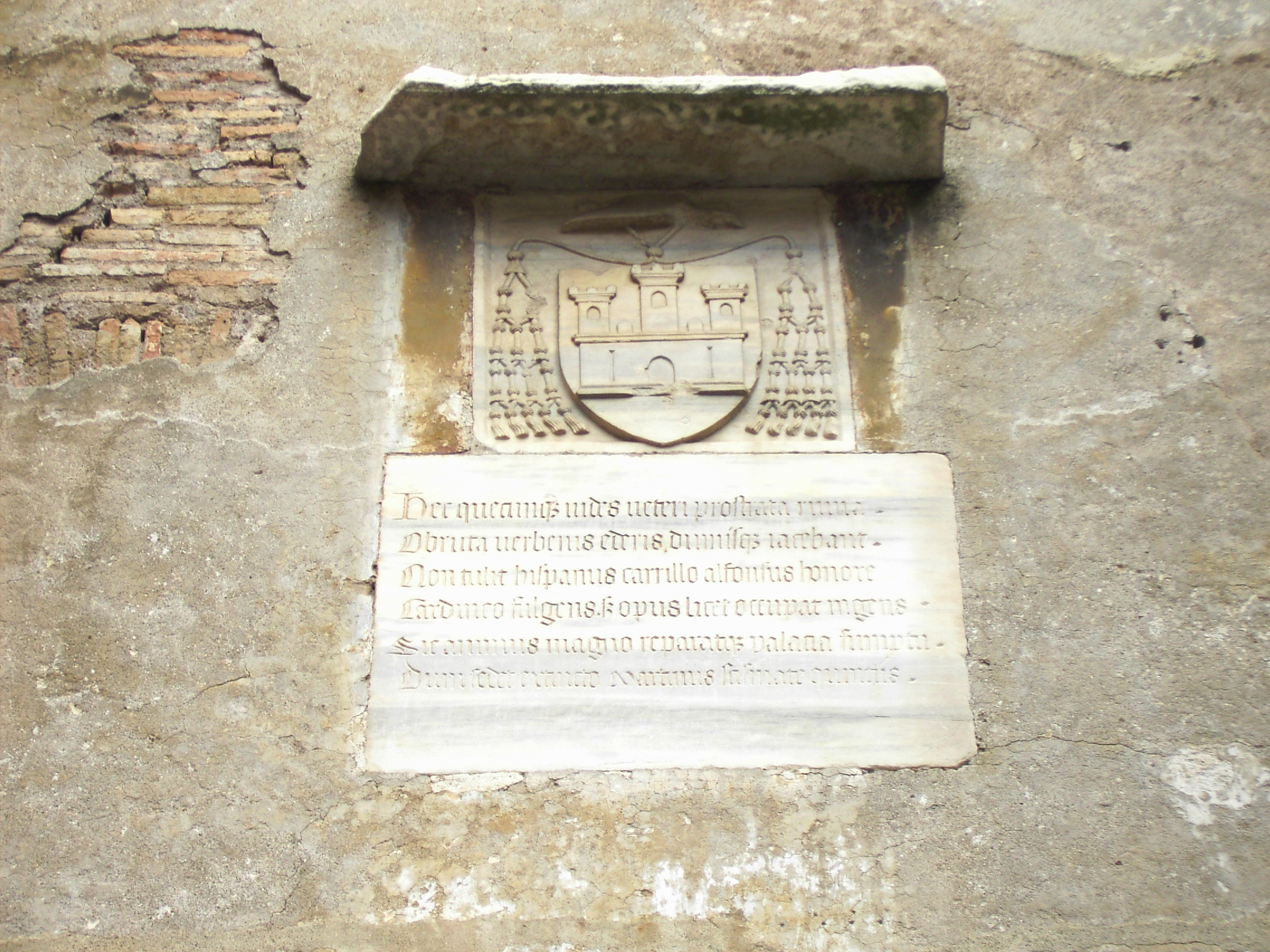
Lapide in memoria del cardinale nel cortile della basilica dei Santi Quattro Coronati

Amministratore apostolico della diocesi di Sigüenza dal 17 settembre 1422, nel gennaio 1423 fu nominato cardinale presbitero dei Santi Quattro Coronati.
Dal 1428 fu arciprete della basilica patriarcale di San Giovanni in Laterano.
Partecipò al conclave del 1431 che elesse papa Eugenio IV. Dal concilio di Basilea fu scelto come vicario ad Avignone nel 1433 e morì il 14 marzo dell'anno successivo, poco dopo essere ritornato a Basilea. Le esequie si celebrarono in presenza dell'imperatore del Sacro Romano Impero, dei vescovi e dei padri conciliari; il corpo venne prima trasferito a Roma e posto nella basilica dei Santi Quattro Coronati, poi fu sepolto in una cappella cattedrale di Sigüenza.